# Liste der Biografien/Manz
Liste der Biografien |
Portal Biografien |
Personensuche
# |
A |
B |
C |
D |
E |
F |
G |
H |
I |
J |
K |
L |
M |
N |
O |
P |
Q |
R |
S |
T |
U |
V |
W |
X |
Y |
Z |
?
 
Ma |
Mb |
Mc |
Md |
Me |
Mf |
Mg |
Mh |
Mi |
Mj |
Mk |
Ml |
Mm |
Mn |
Mo |
Mp |
Mq |
Mr |
Ms |
Mt |
Mu |
Mv |
Mw |
Mx |
My |
Mz
 
Maa |
Mab |
Mac |
Mad |
Mae |
Maf |
Mag |
Mah |
Mai |
Maj |
Mak |
Mal |
Mam |
Man |
Mao |
Map |
Maq |
Mar |
Mas |
Mat |
Mau |
Mav |
Maw |
Max |
May |
Maz
 
Mana |
Manb |
Manc |
Mand |
Mane |
Manf |
Mang |
Manh |
Mani |
Manj |
Mank |
Manl |
Mann |
Mano |
Manp |
Manq |
Manr |
Mans |
Mant |
Manu |
Manv |
Manw |
Many |
Manz
Die Liste der Biografien führt alle Personen auf, die in der deutschsprachigen Wikipedia einen Artikel haben. Dieses ist eine Teilliste mit 148 Einträgen von Personen, deren Namen mit den Buchstaben „Manz“ beginnt.

## Manz
- Manz von Mariensee, Anton (1757–1830), österreichischer Montanindustrieller, Hauptmann und Pionier des Bergbauwesens in der Bukowina
- Manz von Mariensee, Vinzenz (1800–1865), österreichischer Montanindustrieller
- Manz, Adolf (1885–1949), Schweizer Schauspieler
- Manz, Carsten (* 1968), deutscher Maschinenbauingenieur, Hochschullehrer, Präsident der HTWG Konstanz
- Manz, Christian, Spezialeffektkünstler
- Manz, Christian (* 1954), deutscher Kommunalpolitiker (CDU), Landrat
- Manz, Daniel (* 1987), deutscher Taekwondoin
- Manz, Eckhard, evangelischer Kirchenmusiker und Kirchenmusikdirektor
- Manz, Emil (1880–1945), deutscher Bildhauer
- Manz, Erwin (* 1960), deutscher Biologe und Staatssekretär
- Manz, Felix († 1527), Mitbegründer der Täuferbewegung und erster täuferischer Märtyrer von Zürich
- Manz, Georg Joseph (1808–1894), deutscher Verleger
- Manz, Hans (1931–2016), Schweizer Schriftsteller
- Manz, Hans Peter (* 1955), österreichischer Diplomat, Botschafter in den Vereinigten Staaten
- Manz, Heinrich (1852–1914), deutscher Schuhfabrikant und Politiker (FVp), MdR
- Mänz, Heinrich Johann (1861–1912), deutscher Architekt und Hochschulprofessor
- Manz, Herbert (1931–2010), deutscher Schauspieler und Hörspielsprecher
- Manz, Hermann (1839–1896), deutscher Verleger, Buch- und Kunsthändler
- Manz, Hermann (1853–1924), bayerischer Oberstleutnant, Mitbegründer des Tierparks Hellabrunn
- Manz, Horst (1934–2010), deutscher Schauspieler, Synchron- und Hörspielsprecher
- Manz, Jakob (* 2001), deutscher Musiker (Altsaxophon)
- Manz, Johann Philipp (* 1726), Jurist im Dienst der Fürsten von Salm-Kyrburg und der Ersten Französischen Republik
- Manz, Johanna (* 1988), deutsche Schwimmerin
- Manz, John (1945–2023), US-amerikanischer römisch-katholischer Geistlicher, Weihbischof in Chicago
- Manz, Jörn (* 1947), deutscher Physiker und Chemiker
- Manz, Juan (* 1945), mexikanischer Dichter, Herausgeber und Kulturförderer
- Manz, Kaspar (1606–1677), deutscher Rechtswissenschaftler und Hochschullehrer
- Manz, Linda (1961–2020), US-amerikanische Schauspielerin
- Manz, Ludwig (1920–1990), deutscher Bildhauer
- Manz, Markus G. (* 1967), deutscher Hämatologe und Onkologe
- Manz, Monika (* 1947), deutsche Schauspielerin
- Manz, Paul (1924–1995), Schweizer Politiker
- Manz, Peter (* 1951), deutscher Jurist, Richter am Bundesfinanzhof a. D.
- Manz, Peter C. (* 1946), deutscher Geistlicher, Domkapitular Augsburg
- Manz, Philipp Jakob (1861–1936), deutscher Architekt
- Manz, Roland (1938–2014), deutscher Verwaltungsjurist und Kommunalpolitiker (SPD), Bürgermeister
- Manz, Rudolf (1908–1996), deutscher Rechtsmediziner und Hochschullehrer
- Manz, Sebastian (* 1986), deutscher KlarinettistSebastian Manz (* 1986)

Sebastian Manz (* 1986)

- Manz, Sümeyye (* 1989), deutsche Taekwondo-Kämpferin
- Manz, Ulrich (1943–2019), deutscher Journalist
- Manz, Wilhelm von (1804–1867), bayerischer Generalleutnant und Kriegsminister
- Manz, Wilko (* 1972), deutscher Bauingenieur, Hochschullehrer und Spieleautor
- Manz, Wolfgang (* 1960), deutscher Pianist und Musikpädagoge
- Manz-Christ, Gerlinde (* 1960), österreichische Diplomatin
- Manz-Lurje, Ljuba (* 1940), schweizerische Hotelunternehmerin russischer Herkunft

### Manza
- Manza, Ferruccio (* 1943), italienischer Radrennfahrer, Weltmeister im Radsport
- Manza, Ralph (1921–2000), US-amerikanischer Schauspieler
- Manzador, Ignaz (1740–1791), österreichischer Miniaturmaler
- Manzai (1378–1435), japanischer buddhistischer Priester
- Manzambi, Johan (* 2005), Schweizer Fussballspieler
- Manzambi, Neftali (* 1997), schweizerisch-angolanischer Fussballspieler
- Manzana Marin, Stefan (* 1982), österreichischer Fußballspieler
- Manzana, Mariano (* 1947), italienischer Geistlicher, emeritierter römisch-katholischer Bischof von Mossoró
- Manzanares y Herrero, Carlos (1915–1999), spanischer Diplomat
- Manzanares, Francisco Antonio (1843–1904), US-amerikanischer Politiker
- Manzaneque, Fernando (1934–2004), spanischer Radrennfahrer
- Manzaneque, Jesús (* 1943), spanischer Radrennfahrer
- Manzanera Pertusa, Alejandro (* 2003), spanischer Tennisspieler
- Manzanera, Phil (* 1951), britischer GitarristPhil Manzanera (* 1951)

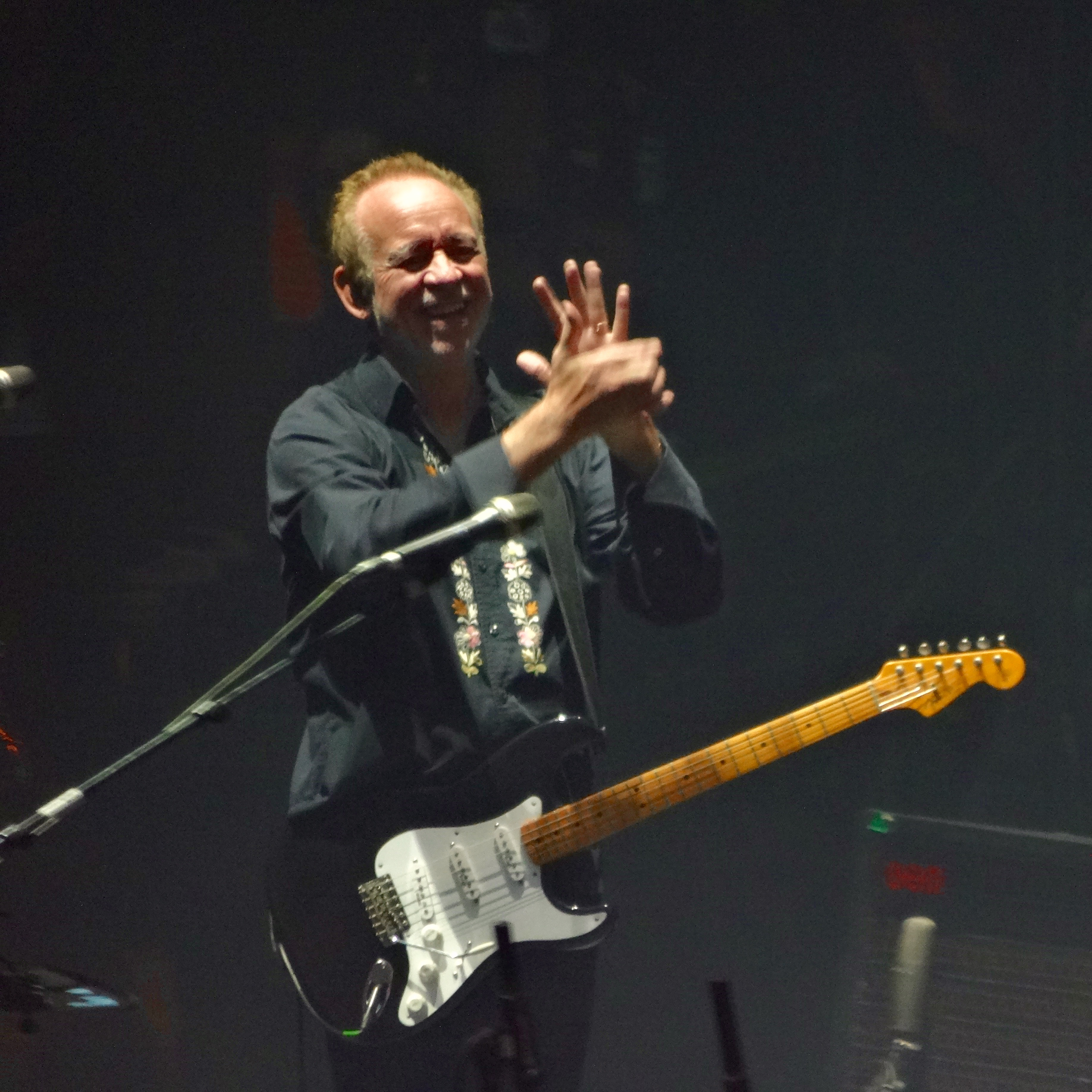
Phil Manzanera (* 1951)

- Manzanero, Armando (1934–2020), mexikanischer Komponist, Sänger, Schauspieler und Musikproduzent
- Manzanilla Schaffer, Víctor (1924–2019), mexikanischer Politiker, Jurist und Soziologe
- Manzanilla, Mitchell, US-amerikanischer Rapper
- Manzano, Gregorio (* 1956), spanischer Fußballtrainer
- Manzano, Jesús (* 1978), spanischer Radrennsportler
- Manzano, Juan Francisco (* 1797), kubanischer Sklave und Schriftsteller
- Manzano, Leonel (* 1984), amerikanischer Mittelstreckenläufer
- Manzano, Sofia (* 1971), brasilianische Politikerin
- Manzanza, Myele, neuseeländischer Jazzmusiker (Schlagzeug, Komposition)
- Manzarek, Ray (1939–2013), US-amerikanischer Musiker und Schriftsteller
- Manzari, Nicola (1908–1991), italienischer Dramatiker, Drehbuchautor und Filmregisseur
- Manzaroli, Pierangelo (* 1969), san-marinesischer Fußballspieler und -trainer
- Manzarra, João (* 1985), portugiesischer Fernsehmoderator
- Manzato, Daniel (* 1984), Schweizer Eishockeytorhüter
- Manzau, Emil (* 1892), deutscher Landschafts-, Stillleben-, Porträt- und Figurenmaler

### Manze
- Manze, Andrew (* 1965), britischer Violinist und Dirigent
- Manzecchi, Franco (1931–1979), italienischer Jazz-Schlagzeuger
- Manzecchi, Patrick (* 1969), deutscher Jazzschlagzeuger
- Manzei, Alexandra (* 1964), deutsche Soziologin
- Manzek, Anne (* 1974), deutsche Künstlerin, Illustratorin, Grafikdesignerin und Fotografin
- Manzel, Dagmar (* 1958), deutsche Schauspielerin, Sängerin und HörspielsprecherinDagmar Manzel (* 1958)

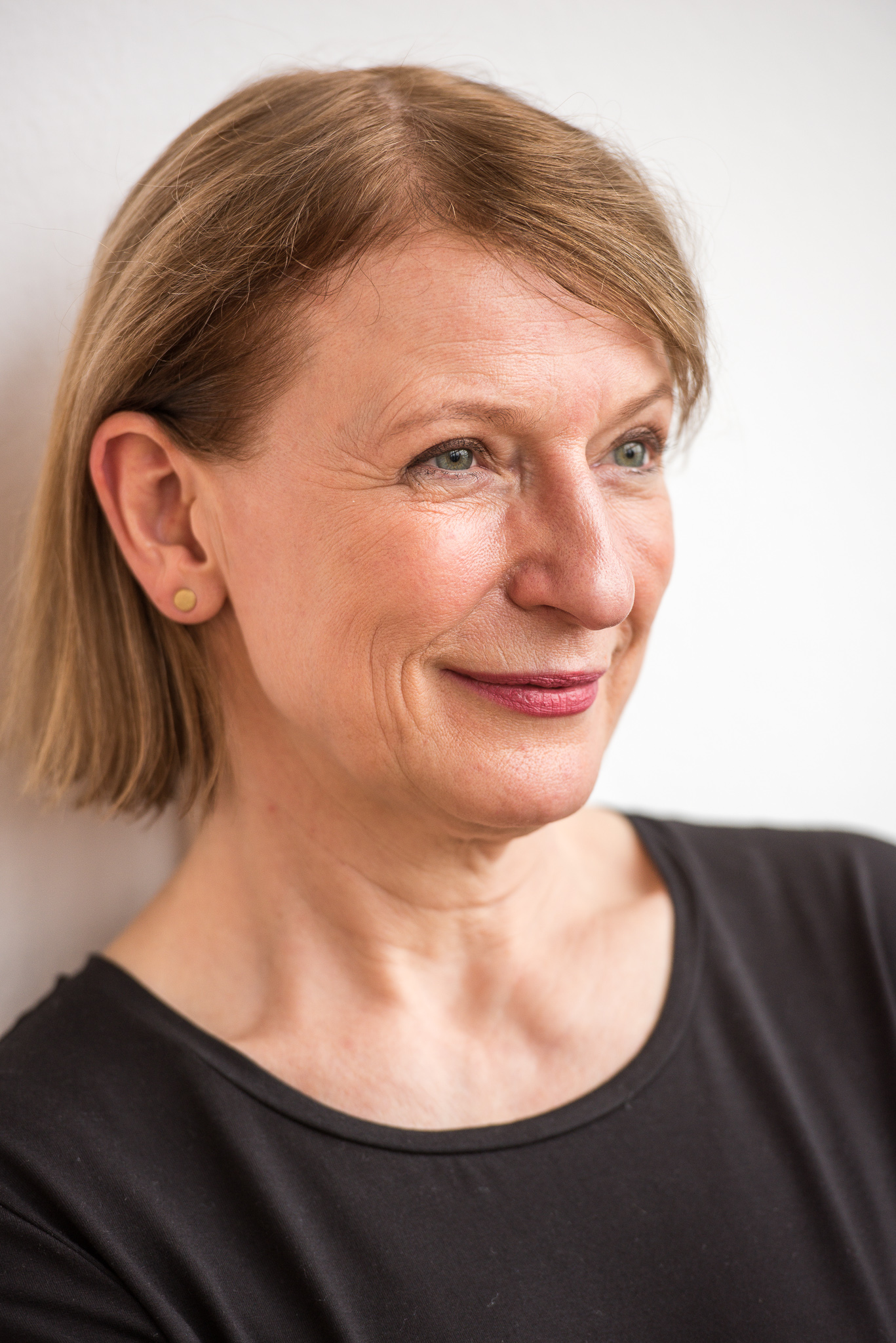
Dagmar Manzel (* 1958)

- Manzel, Emil, deutscher Fußballspieler
- Manzel, Klara (* 1983), deutsche Schauspielerin
- Manzel, Ludwig (1858–1936), deutscher Bildhauer, Medailleur, Maler und Grafiker
- Manzel, Peter-Paul (* 1953), deutscher Naturwissenschaftler, Buchautor und Lehrer
- Manzella, Vincenzo (* 1942), italienischer Geistlicher, emeritierter römisch-katholischer Bischof von Cefalù
- Manzenreiter, Helmut (* 1946), österreichischer Kommunalpolitiker, Bürgermeister von Villach
- Manzenreiter, Robert (* 1966), österreichischer Rennrodler
- Manzenreiter, Sonja (* 1975), österreichische Rennrodlerin
- Manzenreiter, Wolfram (* 1964), deutscher Japanologe
- Manzer, Anna (1930–2009), österreichische Gerechte unter den Völkern
- Manzer, Jennifer (* 1980), deutsche Fußballspielerin
- Manzetti, Innocenzo (1826–1877), italienischer Wissenschaftler und Erfinder
- Manzewitsch, Anastassija Petrowna (1899–1982), russisch-sowjetische Althistorikerin
- Manzewski, Dirk (* 1960), deutscher Politiker (SPD), MdB
- Manzey, Dietrich (* 1956), deutscher Psychologe und Hochschullehrer

### Manzi
- Manzi, Alberto (1924–1997), italienischer Schriftsteller, Lehrer und Fernsehmoderator
- Manzi, Elios (* 1996), italienischer Judoka
- Manzi, Homero (1907–1951), argentinischer Komponist und Drehbuchautor
- Manzi, Leonardo (* 1969), brasilianischer Fußballspieler
- Manzi, Massimo (* 1956), italienischer Jazzmusiker (Schlagzeug, Komposition)
- Manzi, Osvaldo (1925–1976), argentinischer Tangopianist und -komponist, Bandleader und Arrangeur
- Manzi, Roberto (* 1959), italienischer Degenfechter
- Manzi, Stefano (* 1999), italienischer Motorradrennfahrer
- Manzia, Budge (* 1994), kongolesischer Fußballnationalspieler
- Manziana, Carlo (1902–1997), italienischer römisch-katholischer Bischof, Überlebender des KZ Dachau
- Manziarly, Constanze (* 1920), österreichisch-griechische Diätassistentin
- Manziarly, Marcelle de (1899–1989), französisch-russische Komponistin und Pianistin
- Manziel, Johnny (* 1992), US-amerikanischer American-Football-SpielerJohnny Manziel (* 1992)

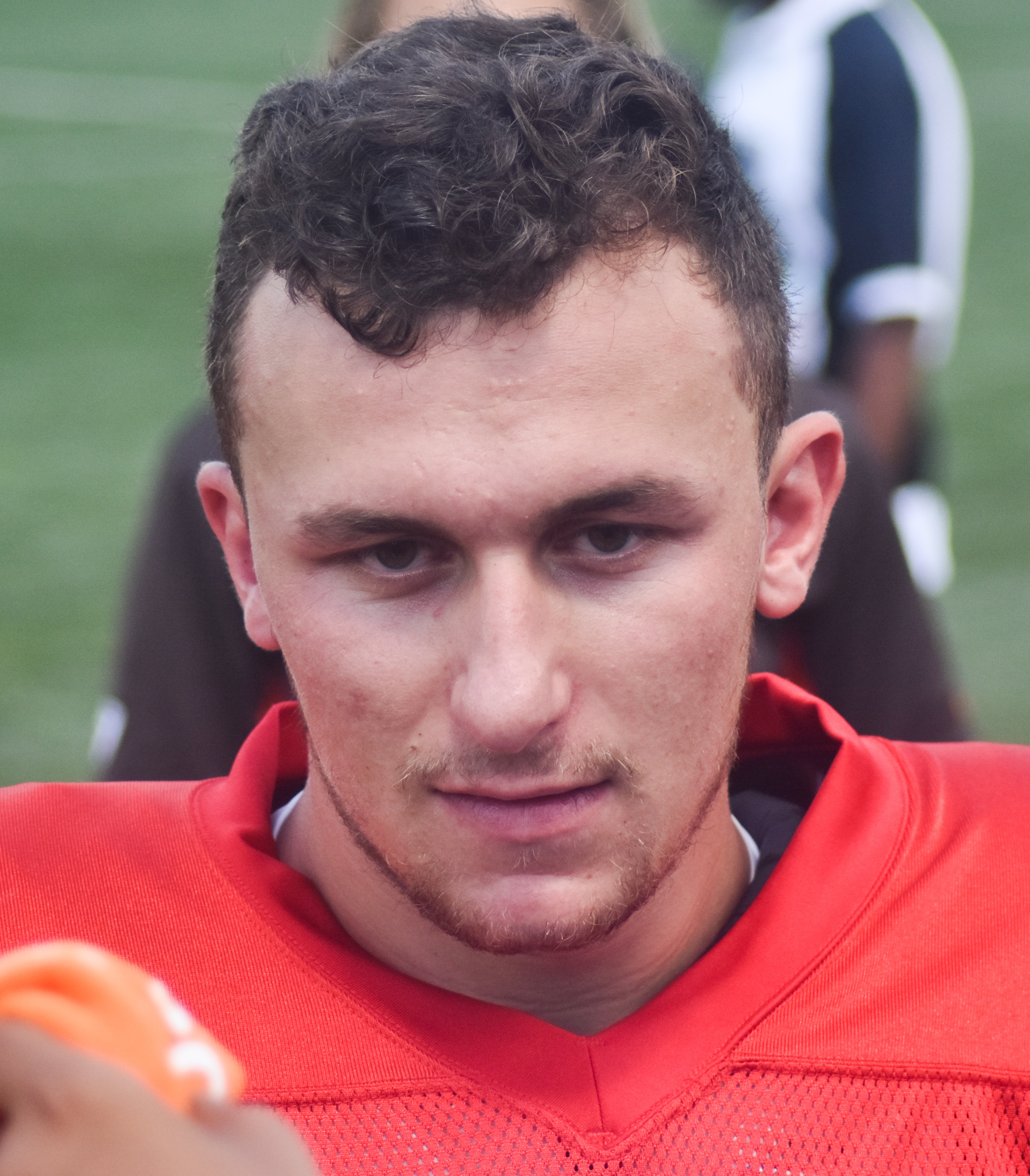
Johnny Manziel (* 1992)

- Manzigow, Abujasid Ruslanowitsch (* 1993), russischer Ringer
- Manzin, Lorrenzo (* 1994), französischer Radrennfahrer
- Manzinga, Christy (* 1995), französisch-kongolesischer Fußballspieler
- Manzini, Antonio (* 1964), italienischer Schauspieler, Drehbuch- und Romanautor
- Manzini, Carlo Antonio (1600–1677), italienischer Astronom
- Manzini, Manala (* 1955), südafrikanischer Geheimdienstchef
- Manzini, Mandla, eswatinischer Fußballspieler
- Manzini, Musa (1971–2023), südafrikanischer Jazzmusiker (Bass, Komposition)

### Manzk
- Manzke, Dieter (1939–2001), deutscher Obdachloser, Opfer rechter Gewalt
- Manzke, Ernst (1878–1952), deutscher Politiker (DNVP), MdR
- Manzke, Hermann (* 1933), deutscher Mediziner (Pädiater) und Hochschullehrer
- Manzke, Karl (1928–2008), deutscher lutherischer Theologe
- Manzke, Karl-Hinrich (* 1958), deutscher Geistlicher, Landesbischof der Evangelisch-Lutherischen Landeskirche Schaumburg-Lippe

### Manzo
- Manzo, Abdou (* 1959), nigrischer Marathonläufer
- Manzo, Agustín (* 1958), mexikanischer Fußballspieler
- Manzo, Armando (* 1958), mexikanischer Fußballspieler
- Manzo, Manuel (* 1952), mexikanischer Fußballspieler
- Manzoli, Rob (* 1960), britischer Musiker
- Manzon, Robert (1917–2015), französischer Automobilrennfahrer
- Manzoni, Alessandro (1785–1873), italienischer Dichter und SchriftstellerAlessandro Manzoni (1785–1873)

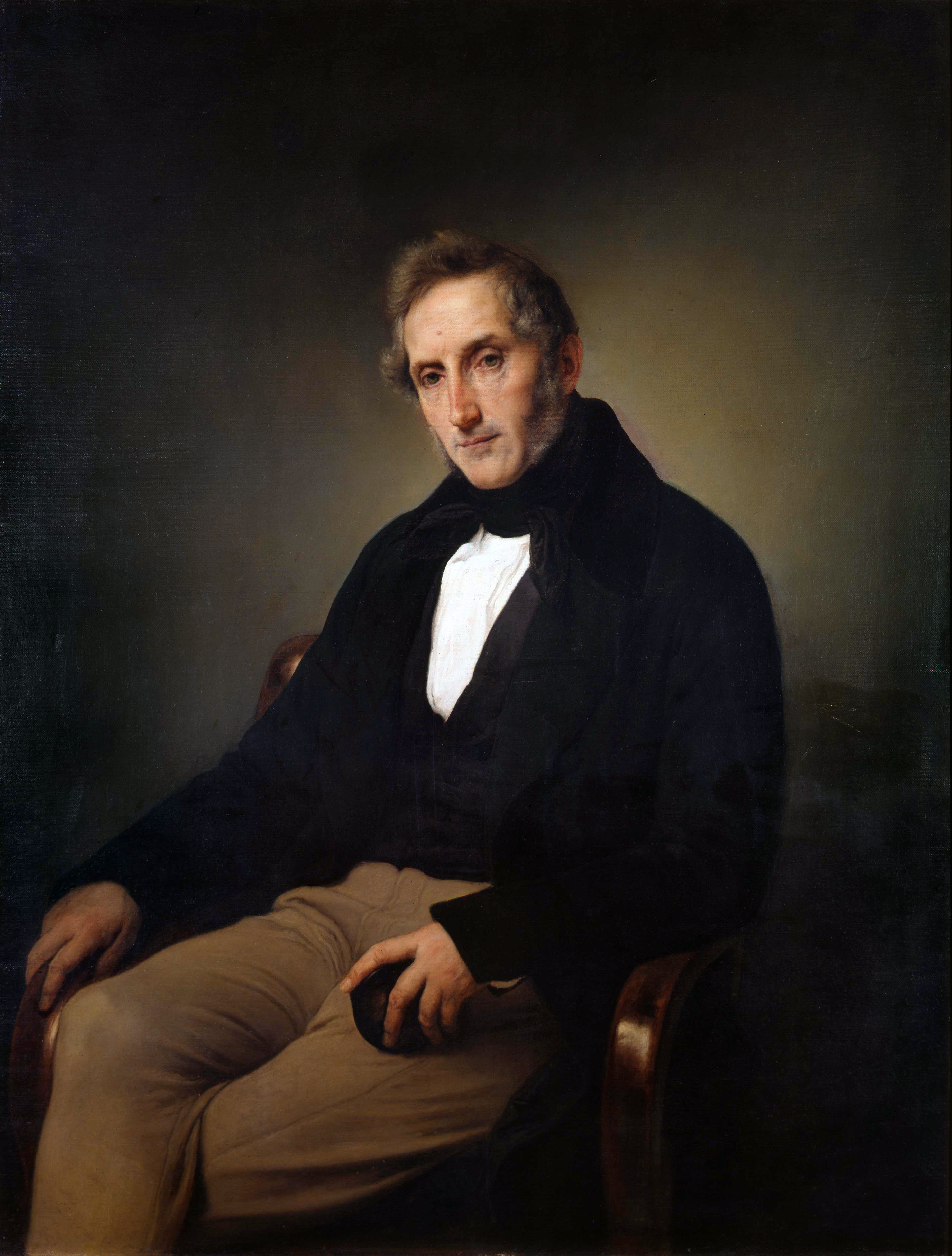
Alessandro Manzoni (1785–1873)

- Manzoni, Antonella (* 1980), italienische Grasskiläuferin
- Manzoni, Carlo (1909–1975), italienischer Maler und Schriftsteller
- Manzoni, Flavio (* 1965), italienischer Architekt und Automobildesigner von Supersportwagen und Straßenautos
- Manzoni, Gaetano (1871–1937), italienischer Diplomat und Politiker, Gesandter im Osmanischen Reich und Serbien, Botschafter in der Sowjetunion sowie in Frankreich und Senator
- Manzoni, Giacomo (* 1932), italienischer Komponist und Musikpädagoge
- Manzoni, Mario (* 1969), italienischer Radrennfahrer und Sportlicher Leiter
- Manzoni, Mirko (* 1967), Schweizer Diplomat
- Manzoni, Piero (1933–1963), italienischer Künstler
- Manzoni, Rebecca (* 1972), französische Journalistin und Produzentin
- Manzoni, Romeo (1847–1912), Schweizer Hochschullehrer, Politiker, Philosoph und Publizist
- Manzoni, Simon (* 1985), italienischer Fußballtorhüter
- Manzoor, Nida (* 1989), britische Filmregisseurin und Drehbuchautorin
- Manzoor, Zahida, Baroness Manzoor (* 1958), britische Gesundheitspolitikerin und Life Peeress
- Manzotti, Edmundo, argentinischer Fußballspieler
- Manzotti, Mabel (1938–2012), argentinische Film- und Theaterschauspielerin

### Manzu
- Manzù, Giacomo (1908–1991), italienischer Bildhauer, Medailleur, Grafiker und ZeichnerGiacomo Manzù (1908–1991)

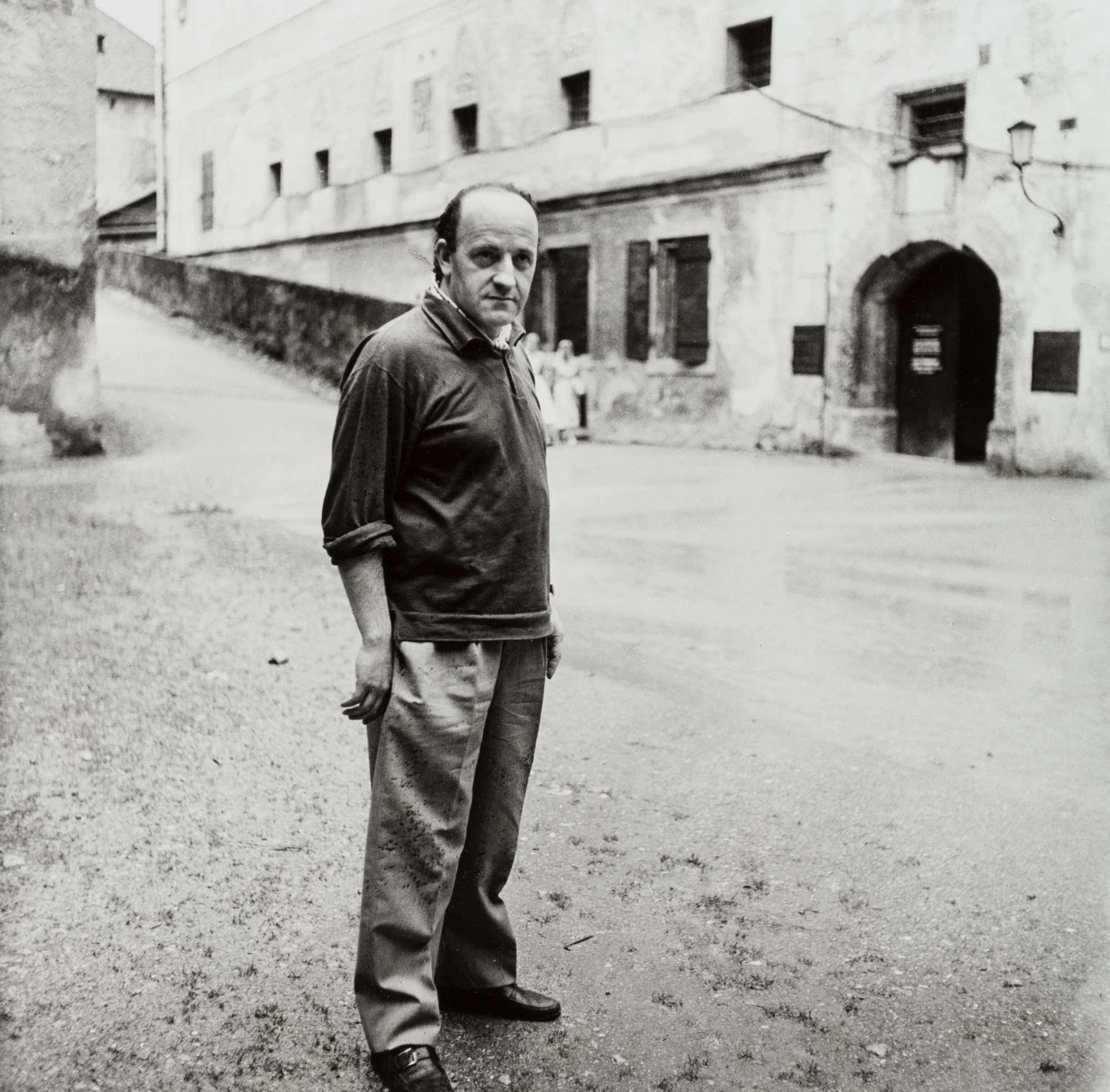
Giacomo Manzù (1908–1991)

- Manzù, Pio (1939–1969), italienischer Designer
- Manzullo, Donald (* 1944), US-amerikanischer Politiker
- Manzur, Julio (* 1981), paraguayischer Fußballspieler
- Manzur, Naziur Rahman (1948–2008), bangladeschischer Politiker